# Focke-Wulf Fw 58
O Focke-Wulf Fw 58 foi um avião bimotor alemão de uso geral projetado pela Focke-Wulf para atender a um requerimento da Luftwaffe. Possui capacidade para 7 tripulantes, destinado ao treinamento, bombardeio e patrulha.

## Operadores

### Brasil

Linha de montagem do Fw-58 na Fábrica do Galeão, 1942. Arquivo Nacional.

Antes do Governo Getúlio Vargas assinar um acordo com os Aliados, o Brasil recebia material militar de origem alemã. Diversas aeronaves foram montadas na Fábrica do Galeão, Rio de Janeiro, entre elas o Focke-Wulf Fw 58. A Marinha do Brasil operou estes aviões de 1939 até a criação do Ministério de Aeronáutica em 1941. Com a dificuldade de se obter peças sobressalentes e a abundância de aeronaves de origem norte-americana, o tipo saiu de operação, sendo repassado a governos estaduais ou sucateados. Operou na Força Aérea Brasileira até 1949. O Museu Aeroespacial possui o último exemplar no mundo.